# Nova Šarovka
Nova Šarovka es una localidad de Croacia situada en el municipio de Sopje, en el condado de Virovitica-Podravina. Según el censo de 2021, tiene una población de 201 habitantes.

## Demografía
| Gráfica de población de Nova Šarovka 1857-2021                     |
|                                                                    |
| Según los censos de población de la Oficina de Estadísticas Croata |